# Николова, Маргрет
Маргрет Николова (болг. Маргрет Николова; род. 10 октября 1928 года, София, Третье Болгарское царство) — болгарская певица, исполнявшая песни в жанре поп-музыки. Заслуженная артистка Народной Республики Болгария.

## Биография
Окончила Национальное музыкальное училище в Софии в 1951 году. Получила образование в области пения и игры на фортепиано. С 1945 по 1948 год была солисткой художественного коллектива «Лиляна Димитрова» при РМС. С 1948 по 1960 год работала в ансамбле при МВД. В 1960 году ансамбль перешёл в БНР. С 1963 по 1977 год была солисткой эстрады в театре Болгарской армии.
Признана первой поп-певицей Болгарии. Кроме того, она получила общественное признание - орден «Красное Знамя Труда» и орден «Святые Равноапостольные Кирилл и Мефодий» II степени (1961). Николова является одной из известных певиц, формирующих образ болгарской популярной музыки. Дала 7,5 тыс. концертов на протяжении более чем 50 лет. Была на гастролях в СССР, Польше, Иране, Финляндии, Венгрии, Югославии, Чехословакии, Германии, Кубе, Алжире, Великобритании, Австрии.
В 1964 году выступала на фестивале в Сопоте, где получила третье место. Первое место - на Фестивалях дружбы в Братиславе, Варшаве, Москве.
В 1969 году дуэт Маргрет Николовой и Петра Петрова «Любили сме, любили» был объявлен «Мелодией года».
В том же году дуэт певицы и певца Кирилла Семова «Сън сънувах» выиграл главный приз на фестивале «Золотой Орфей».
Помимо поп-музыки, Николова исполняла баллады и русские романсы. В репертуаре были также дуэты с Георги Кордовым («Алёша», 1971), Петром Черневым, Николаем Любеновым. Маргрет Николова была членом жюри на фестивале в «Златен кестен» в Петриче, председателем жюри на фестивале «Под липите» в Старой-Загоре.
К 70-летию певицы в октябре 1998 года на подиуме «Златен кестен» прошло несколько юбилейных концертов.
Николова сотрудничала со многими композиторами: Зорницей Поповой, Тончо Русевым, Йосифом Цанковым, Светозаром Русиновым, Ангелом Заберским, Петром Ступелем и др.
Муж певицы Пётр Николов является писателем.
В 2000 году прекратила профессионально-творческую деятельность.
Последний раз появлялась в качестве гостя на концерте в возрасте 81 года в 2009 году, где представила одну из своих символичных песен.

## Дискография
| Изпълнения на Маргрет Николова — 5564 (1962)                                 |
| ---------------------------------------------------------------------------- |
| 1. Историята на една любов 2. Мой любими, лека нощ 3. Черният Орфей 4. Писмо |

| Защо тъгуваш/ Не бързай — 2694 (1963) |
| ------------------------------------- |
| 1. Защо тъгуваш 2. Не бързай          |

| Пее Маргрета Николова — 5684 (1963)                                                                |
| -------------------------------------------------------------------------------------------------- |
| 1. Оня вятър от първата среща 2. Лалета 3. Прозорец на север, прозорец на юг 4. Малка горска песен |

| Пее Маргрета Николова — 5649 (1964)                        |
| ---------------------------------------------------------- |
| 1. Птици мои 2. Търси ме 3. Ти, любов 4. Песен за Арлекино |

| Маргрета Николова пее песни от Йосиф Цанков — 5712 (1966)                                     |
| --------------------------------------------------------------------------------------------- |
| 1. Старите песни 2. Сребърната гривна 3. Облаци бездомни 4. Под жълтите листа на старата липа |

| Изпълнения на Маргрета Николова — 5741 (1966)                         |
| --------------------------------------------------------------------- |
| 1. Ноктюрно в синьо 2. Море на обичта 3. Утро 4. Под небето над София |

| Маргрета Николова — ВТМ 5944 (1968)                            |
| -------------------------------------------------------------- |
| 1. Аз не искам да те срещам 2. Тишина 3. Искам любов 4. Август |

| Пее Маргрета Николова — ВТМ 5961 (1968)                              |
| -------------------------------------------------------------------- |
| 1. Не питай къде 2. Ела на този бряг 3. Мое тъжно завръщане 4. Мечта |

| Мелодии друзей–70 (с Георги Кордовым)                                                                                   |
| --- |
| 1. Алёша 2. Залив утра (Сутрешен залив; только Георги Кордов) 3. Плечом к плечу (Рамо до рамо; только Маргрет Николова) |

| Маргрета Николова — ВТА 1459 (1972) |
| --- |
| 1. Борикито 2. Не оставяй без обич 3. Когато дойде любовта 4. Другата 5. Моето сбогом 6. Мое огнище 7. Измислен свят 8. Прощавай 9. Юлска вечер 10. Цигански табор 11. Ще се върна при спомена 12. Ех, ти сърце |

| Маргрет Николова — ВТК 3301 (1978) |
| ---------------------------------- |
| 1. Питам те 2. Приспивна песен     |

| Маргрет Николова — ВТА 10707 (1981) |
| --- |
| 1. Целуни ме 2. Две пътеки 3. Красота 4. Остават спомени 5. Пълнолуние 6. На Шипка 7. Спомен за Йожи 8. Извори на верността 9. Залез след изгрев 10. Дъждовен перон 11. Вечен над София 12. Есенни листа |

| Старинни руски романси. Гори, гори, моя звезда — ВТА 11288 (1983) (с Николаем Любеновым) |
| --- |
| 1. Не сердись, не ревнуй 2. Накинув плащ 3. Молчи цыган 4. Старая сказка 5. Пара чёрных глаз 6. Дай, милый друг, на счастье руку 7. Калитка 8. Бубенцы 9. Гори, гори, моя звезда 10. Снова будет как было 11. Подруга семиструнная |

| Стари градски песни (1992) (с Николаем Любеновым) |
| --- |
| 1. Стройна се Калина вие 2. Я, кажи ми, облаче ле, бяло 3. Ако зажалиш някой ден 4. Два бука 5. Белокаменна чешма 6. Пей ми песен за душата 7. Еделвайс 8. Аз живея за любов 9. Спи, моя малка синьорита 10. Заспали чувства 11. Анастасия 12. Страстно обичам жените 13. Красив роман е любовта 14. Аз искам да те забравя 15. Сънувах те до мен 16. Кажи ми ти, знаеш ли да любиш 17. Вярваш ли ти на жени? 18. С песен те срещнах |

| Разказват стари времена (1993) (с Петром Петровым) |
| --- |
| 1. Ако зажалиш някой ден 2. Нощта заспива (только Георги Русев) 3. Мила мамо, напиши ми (с Петром Петровым) 4. Люляк ме облъхва (с Петром Петровым) 5. Горчиво кафе (только Георги Русев) 6. Нощта ни бе заварила в гората 7. Разказват стари времена (только Георги Русев) 8. Песен за рибаря (с Петром Петровым) 9. Синя утринна омара 10. Теб те майка ти не дава (только Пётр Петров) 11. Ти помниш ли онази късна есен 12. Тихо полъхва вечерник прохладен (с Петром Петровым) |

| Спомени далечни (1997) (с Николаем Любеновым) |
| --- |
| 1. Стройна се Калина вие 2. Я, кажи ми, облаче ле, бяло 3. Ако зажалиш някой ден 4. Два бука 5. Белокаменна чешма 6. Пей ми песен за душата 7. Еделвайс 8. Продадена любов 9. Спи, моя малка синьорита 10. Заспали чувства 11. Анастасия 12. Страстно обичам жените 13. Красив роман е любовта 14. Аз искам да те забравя 15. Сънувах те до мен 16. Кажи ми ти, знаеш ли да любиш 17. Вярваш ли ти на жени? 18. С песен те срещнах |

| Очи чёрные. Златните руски романси (2009) (с Николаем Любеновым) |
| --- |
| 1. Не сердись, не ревнуй 2. Очи чёрные 3. Накинув плащ 4. Эх, распашёл 5. Молчи цыган 6. Две гитары 7. Старая сказка 8. Забыты нежные лобзанья 9. Пара чёрных глаз 10. Я помню вальса звук прелестный 11. Калитка 12. Живёт моя отрада 13. Бубенцы 14. Дорогой длинною 15. Гори, гори, моя звезда 16. Клен ты мой опавший 17. Дай, милый друг, на счастье руку 18. Умчалась года 19. Подруга семиструнная 20. Ямщик, не гони лошадей 21. Снова будет как было 22. Эй, ямщик, гони-ка к яру 23. Льется песня 24. Прощай, мой табор |

## Награды
- 1961: Орден «Красное Знамя Труда» и Орден «Святые Равноапостольные Кирилл и Мефодий» II степени.
- 1964: премия за 3-ое место на международном фестивале в Сопоте (Польша).
- 1968: премия за 1-е место на фестивале дружбы в Москве.
- 1969: главный приз за песню «Сън сънувах» на фестивале «Золотой Орфей» в городе Солнечный берег (Болгария)[2].
- 1969: песня «Любили сме, любили» - «Мелодия года».